# Доходно здание
До̀ходното зда̀ние е ценен архитектурен паметник, изграден по проект на виенския архитект Петер Паул Бранк. Построено е в периода 1898 – 1902 г. в централната част на град Русе. Името произлиза от идеята сградата да носи на тогавашното училищно настоятелство доходи от наемите за предвидените магазини, театрален салон, библиотека и казино.
В днешно време Доходното здание е паметник на културата и е един от символите на града, редом с Паметника на Свободата. Фасадата на сградата е в стил неокласицизъм, украсена с пластични орнаменти и архитектурни детайли, характерни за края на 19 век. Седемте фигури на Доходното здание, символизиращи изкуството, науката, земеделието, занаятите, търговията, отбраната и по̀лета на духа, продължават да дават основните насоки за полезността на сградата, а именно: място за културни събития, концерти и театрални постановки, място за конференции и изложения, място за изложби и други художествени изяви.
Капацитетът на залите в Доходното здание е следният:
- Голяма зала – 650 места;
- Камерна зала – 180 места;
- Малка зала – 60 места;
- Зала Европа – 300 места.

Доходното здание разполага и с 5 елегантни фоайета, подходящи за срещи, малки събития, коктейли. В централното фоайе се организират временни изложби и изложения. Сградата на Доходното здание е подходящо място за провеждане на конференции, кръгли маси и други събития.
В Доходното здание се помещава и Драматичен театър „Сава Огнянов“ – Русе.